# Tachyphyle occulta
Tachyphyle occulta är en fjärilsart som beskrevs av W. Warren 1901. Tachyphyle occulta ingår i släktet Tachyphyle och familjen mätare. Inga underarter finns listade i Catalogue of Life.